# Sonderlinge aus dem Höhlenklosterviertel

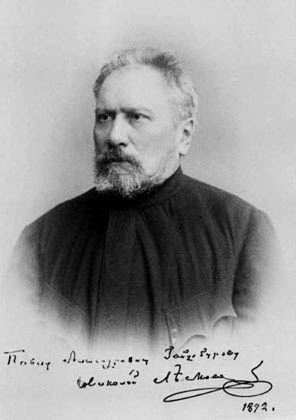
Nikolai Leskow im Jahr 1872

Sonderlinge aus dem Höhlenklosterviertel (russisch Печерские антики, Petscherskije antiki) ist eine Erzählung des russischen Schriftstellers Nikolai Leskow, die 1883 in der Zeitschrift Kijewskaja starina (Kiewer Altertümer) erschien.
Die Zeit vor dem Krimkrieg – also vor 1853: Der 1831 geborene Leskow erinnert sich – als Erwachsener im „jetzigen Bankzeitalter“ lebend – seiner Jugendzeit in Kiew und plaudert über dortige wunderliche Käuze.

## Rahmen
Bibikow, General der Infanterie und in den Jahren 1837–1852 Generalgouverneur von Kiew, wollte seinerzeit ein neues Kiew erbauen. Vom Abriss betroffen waren baufällige Behausungen im Kiewer Höhlenklosterviertel. Cäsar Stepanowitsch Berlinski, Oberst der Artillerie, wohnhaft in ebenjenem Viertel, spielte nicht mit. Der Oberst scharte Bewohner um sich; verlotterte Offiziere und ältere Studenten, die sich gegen den Abriss stemmten. Berlinski hatte gute Karten. Als verdienstvoller Veteran hatte er freien Zugang zum Zaren. Der Oberst bekam auf seine Intervention hin vom Herrscher die Zusage: Sein Anwesen im Höhlenklosterviertel muss vom Abriss verschont bleiben.
Aus der im Text präsentierten umfänglichen Galerie Alt-Kiewer Originale werden unten einige skizziert, die Leskow erzählerisch herausgearbeitet hat.

## Anekdoten
Der Zar löste alle Probleme des Obersten – gleichgültig, ob es um die Erhöhung der Bezüge ging oder um die Ausbildung der Kinderschar des verwitweten Berlinski. Als der Oberst anno 1836 in Petersburg weilte, brannte auf dem Admiralitätsplatz die hölzerne Lehmannsche Schaubude mit Zuschauern ab. Berlinski spielte sich im Nachhinein als Berater des schockierten Herrschers auf. Nach Ansicht des Obersts hätte statt der Feuerwehr mit ihren Schläuchen sofort die Artillerie eingesetzt werden müssen. Der Zar verstand nicht. Warum denn Artillerie? Nun ja, entgegnete Berlinski, bei dem einen Schuss auf die brennende Bude wären zwar eine ganze Menge Zuschauer umgekommen, doch der überlebende Rest hätte aus den beiden Durchschusslöchern rasch ins Freie gekonnt. Leskow wirft ein, eine Kanonade unter dem Kommando des Obersts wäre nicht gut gegangen, denn Berlinski sei bei den Kanonieren so beliebt gewesen, dass sie alle ihren Posten an der Kanone verlassen und sich schnurstracks dicht um den Kommandeur geschart hätten.
Einmal behandelte der Oberst den kranken Zahn im Oberkiefer von Bibikows Schwiegermutter. Der Schwiegersohn ließ diese üppige und riesengroße Dame nicht nach Kiew hinein – angeblich ihrer charakterlichen Mängel wegen. Berlinski hatte bei der Not-Operation freilich einen Arzt in Hinterhand – seinen Neffen Dr. Nikolai. Dieser Schulkamerad Leskows wurde Nikolawra genannt. Nikolawras Arznei – eine hochwirksame Flüssigkeit, auf die schmerzende Stelle getropft – war prinzipiell nur für einen Zahn im Unterkiefer anwendbar. Der Oberst wusste, wie man mit Damen militärisch umgeht. Er stellte die Bibikowsche Schwiegermutter auf den Kopf. Die im Nu schmerzfreie Frau konnte sofort ihre fast verpasste Vergnügungsreise nach Paris antreten. Etliche Damen aus der besseren Kiewer Gesellschaft wollten sich fortan nach der Berlinskischen Umdrehmethode kurieren lassen. Dr. Nikolawra, ein seriöser Mediziner, streikte – verließ darauf Kiew.
Der Oberst duldete in seinem Viertel nicht nur Offiziere und Studenten. Zum Beispiel hatte im Höhlenklosterviertel der ausgezeichnete Lateiner Iwan Dionissowitsch – halb Pole, halb Kleinrusse – Wohnrecht. In seiner Hochsprache, die ihn in jungen Jahren die Jesuiten gelehrt hatten, unterhielt er sich mit einem anderen uralten Geistesaristokraten über Themen, die nur unzureichend in niederer Plebejermundart behandelt werden können. Der Lateiner war ein Künstler in dreifacher Hinsicht. Die italische Sprachfertigkeit wurde erwähnt. Daneben konnte er sich noch selber die Haare schneiden und bewerkstelligte das künstliche Altern nagelneuer Bretter im Schnelldurchlauf in einer Lauge aus Kuhmist und anderen diversen Ingredienzen. Letztere Kunst wurde von Berlinski hochgeschätzt; diente sie doch bei täglich erforderlichen „antiquarischen“ Hausreparaturen im Viertel der Täuschung seines Intimfeinds Bibikow.
Der Oberst erlaubte die Einquartierung des Starez Malafej, eines 80-jährigen Nichtbeters. Altgläubige Russen – genauer, zwei Maurer –, die im Gefolge des Engländers Vignoles die Kettenbrücke über den Dnepr erbauten, hatten den Sektierer Malafej zwecks Seelsorge nach Kiew eingeschleust.  Der bejahrte Nichtbeter hauste mit seinem um die 23 Jahre alten Diener Gehasi versteckt auf einem schwer zugänglichen Hinterhof in einer geräumigen, aber ärmlichen Hütte, denn seinerzeit galten Nichtbeter als politische Missetäter; als Widersacher des Zaren. Leskow nennt Malafejs Behausung einen Betstall, weil darin früher Geflügel gezüchtet worden war. In der Nachbarschaft hatte sich die Gegnerschaft des Starez eingemietet – Pomoranen, die aus liturgischer Sicht dem Troparion anhingen. Für jeden seiner Einwohner hatte Berlinski eine knappe Charakteristik parat. Die lautete für Malafej: „Ein Narr in Christo.“
Malafej war Pope der Raskolniken. Deswegen fungierte Gehasi noch als Kirchendiener und Novize. Verfehlungen Gehasis bestrafte der Starez, indem er einen nassen Strick auf dem Rücken des Unglücklichen tanzen ließ. Sobald die Pomoranen nebenan ihren Gesang anstimmten, rief Gehasi hinüber: „Troparisten – falsche Christen!“ Die Beschimpften, nicht faul, erwiderten: „Nichtbeter – Mistkneter!“
Am Tage nach der Einweihung der Kettenbrücke durch den Zaren bekam Leskow Besuch von Gehasi. Malafej, der die Brückenweihe aus sicherer Entfernung verfolgt hatte, wollte wissen, was der Herrscher zu den beiden Herren gesagt hatte, die ihm bei der Zeremonie auf der Brückenmitte im Weg gestanden hatten. Die Herren, zwei Gutsbesitzer aus Swenigorod, waren entfernte Verwandte Leskows. Der Befragte konnte also den Gesprächsinhalt ermitteln. Der Starez wurde vom Ergebnis der Ermittlung arg enttäuscht. Es war weder ein Dialog über die Auslegung des Glaubens gewesen, noch wurde über die gerüchteweise angekündigte Glaubensvereinigung gesprochen. Der Herrscher hatte den beiden Landwirten lediglich befohlen: „Weg da!“
Leskow hat Jahre später Gehasi in Kursk getroffen. Gehasi war inzwischen verheiratet und hatte Kinder. Zwar war der ehemalige Knecht nun frei, doch er litt an Magenkrebs in einem späten Stadium. Gehasi erzählte, er habe die Tyrannei Malafejs 33 Jahre ausgehalten; musste das Fasten überstehen, sei dann aber erkrankt.

## Deutschsprachige Ausgaben
Verwendete Ausgabe
- Sonderlinge aus dem Höhlenklosterviertel. Ausschnitte aus Jugenderinnerungen. Deutsch von Wilhelm Plackmeyer. S. 601–697 in Eberhard Dieckmann (Hrsg.): Nikolai Leskow: Gesammelte Werke in Einzelbänden. 4. Der ungetaufte Pope. Erzählungen. Mit einer Nachbemerkung des Herausgebers. 728 Seiten. Rütten & Loening, Berlin 1984 (1. Aufl.)

## Anmerkung
1. ↑  Zu den bekannteren Persönlichkeiten, die Leskow erwähnt beziehungsweise über die er erzählt, gehören beispielsweise noch (die Seitenangaben beziehen sich auf die verwendete Ausgabe)
  - Wiktor Ipatjewitsch Askotschenski (1813–1879, russ. Аскоченский, Виктор Ипатьевич, S. 649),
  - Alexei Onissimowitsch Janowitsch (1831–1871, russ. Янович, Алексей Онисимович, S. 649),
  - Andrei Iwanowitsch Podolinski (1806–1886, russ. Подолинский, Андрей Иванович, S. 650),
  - Herausgeber der ersten Kiewer Zeitung Alfred von Jung († um 1870, russ. Kiewer Telegraph, S. 651),
  - Andrei Iwanowitsch Drukart (russ. Андрей Иванович Друкарт, S. 657), seinerzeit beamtet beim Kiewer Zivilgouverneur,
  - Bischof Filaret (weltlicher Name Filaretow) (1824–1882, russ. Филарет (Филаретов), S. 678), seinerzeit Rektor der Kiewer Geistlichen Akademie und
  - Bischof Innokenti (weltlicher Name Borissow) (1800–1857, russ. Иннокентий (Борисов), S. 690).